# Чемпионат мира по горному бегу 2009
25-й чемпионат мира по горному бегу прошёл 6 сентября 2009 года в городах Камподольчино и Мадезимо в провинции Сондрио (Италия). Участники соревновались в дисциплине горного бега «вверх-вниз». Разыгрывались 8 комплектов наград: по четыре в индивидуальном и командном первенствах (мужчины, женщины, юниоры и юниорки до 20 лет). Среди юниоров могли выступать спортсмены 1990 года рождения и моложе.
С 2009 года Кубок мира по горному бегу (англ. World Mountain Running Trophy) был переименован в чемпионат мира по горному бегу (англ. World Mountain Running Championships). Данное решение было утверждено советом ИААФ в Пекине 12 августа 2008 года по предложению Международной ассоциации горного бега. Нумерация турниров сохранилась (чемпионат 2009 года стал 25-м по счёту), победители предыдущих розыгрышей получили одинаковый статус с будущими чемпионами мира.
Изначально соревнования должны были состояться в американском городе Стимбот-Спрингс, однако в феврале 2008 года местные организаторы отказались от их проведения в связи с финансовыми трудностями. Новым хозяином чемпионата стали итальянские города Камподольчино и Мадезимо в провинции Сондрио, где в 1986 году состоялся второй Кубок мира по горному бегу. Организацией турнира занялся легкоатлетический клуб A.S.D. Mera Athletic Club.
Круговая трасса длиной 4,34 км и перепадом высот 275 метров была проложена по территории альпийской долины Валле-Сплуга недалеко от Камподольчино и Мадезимо. Верхняя точка маршрута находилась на горнолыжном курорте Мотта рядом с католической святыней — статуей Мадонны (итал. Madonna d´Europa). Стартовая площадка располагалась на высоте 1750 метров над уровнем моря. Покрытие трассы было разнообразным, сочетая продолжительные травяные, грунтовые и каменистые участки.
После нескольких дней дождей в день старта установилась ясная и сухая погода. Сильный ветер и температура чуть выше нуля градусов создавали проблемы ранним утром, но по ходу дня произошло значительное потепление.
На старт вышли 323 бегуна (142 мужчины, 69 женщин, 68 юниоров и 44 юниорки) из 34 стран мира. Каждая страна могла выставить до 6 человек в мужской забег, до 4 человек — в женский и юниорский и до 3 человек — среди юниорок. Сильнейшие в командном первенстве определялись по сумме мест четырёх лучших участников у мужчин, трёх лучших — у женщин и юниоров, двух лучших — у юниорок.
В забеге юниорок не было равных турецким спортсменкам. Ясемин Джан лидировала со старта до финиша и выиграла золотую медаль, к которой добавила ещё одну, в командном зачёте.
Среди юниоров повторить успех Джан стремились её соотечественники Музаффер Байрам и Алпер Демир. Они лидировали на протяжении первой половины забега, однако ничего не смогли поделать на втором (заключительном) круге с хозяином соревнований Ксавье Шеврье, которого горячо поддерживали болельщики на трассе. Итоговое преимущество итальянца составило почти минуту. Турки довольствовались двумя оставшимися местами на пьедестале и очередной командной победой.
Женский забег завершился полным триумфом сборной Италии. После первой половины дистанции лидером была Валентина Белотти, её преследовали две бегуньи из Великобритании. На втором круге произошли значительные изменения: на первое место вышла чемпионка Европы Элиза Деско, а на третью позицию, отыграв порядка 40 секунд и обогнав несколько соперниц, переместилась 42-летняя Мария Грация Роберти. В таком порядке итальянские женщины и закончили дистанцию, выиграв одновременно командное первенство с минимально возможной суммой очков (6). Довольно скоро Италия лишилась этого титула: через месяц после старта, 8 октября 2009 года, стало известно, что Элиза Деско сдала положительную допинг-пробу на эритропоэтин на чемпионате мира по горному бегу. Спортсменка была дисквалифицирована на 2 года, а её результат на этом турнире — аннулирован. Чемпионкой мира была объявлена Валентина Белотти, в командном зачёте золото перешло к Великобритании.
Среди мужчин в 2009 году произошла смена лидеров: шесть из десяти первых мест заняли представители Африки. Чемпионом мира стал Джеффри Кусуро из Уганды, победитель юниорского зачёта в 2007 году и участник Олимпийских игр в беге на 5000 метров. После первого круга он предпринял попытку убежать от основной группы, которая оказалась успешной: на финише его преимущество над серебряным призёром составило 54 секунды. Командный зачёт во второй раз в истории выиграли легкоатлеты из Эритреи, вновь опередив многократных чемпионов из Италии.
- Панорама Мадезимо
- Вершина Мотта

## Расписание
| Дата            | Время | Забег   |
| --------------- | ----- | ------- |
| 6 сентября 2009 | 09:30 | Юниорки |
| 6 сентября 2009 | 10:00 | Юниоры  |
| 6 сентября 2009 | 10:45 | Женщины |
| 6 сентября 2009 | 11:45 | Мужчины |

Время местное (UTC+2:00)

## Призёры
Курсивом выделены участники, чей результат не пошёл в зачёт команды.

### Мужчины
| Дисциплина                                  | Золото                                                                                           | Золото   | Серебро | Серебро  | Бронза                                                                               | Бронза   |
| ------------------------------------------- | ------------------------------------------------------------------------------------------------ | -------- | --- | -------- | ------------------------------------------------------------------------------------ | -------- |
| 13,02 км перепад высот: +825 м −825 м       | Джеффри Кусуро Уганда                                                                            | 54.51    | Теклай Азерия Эритрея                                                                                              | 55.45    | Джеймс Кибет Уганда                                                                  | 55.54    |
| 13,02 км (команды)                          | Эритрея · Теклай Азерия · Земикаэль Тесфамикаэль · Дебесай Циге · Теклия Абраха · Абрахам Кидане | 25 очков | Италия · Бернард Дематтеис · Марко Де Гаспери · Мартин Дематтеис · Эмануэле Манци · Габриэле Абате · Марко Гайярдо | 39 очков | Турция · Ахмет Арслан · Мехмет Чаглаян · Селахаттин Сельчук · Эркан Куш · Ихсан Гани | 75 очков |
| Юниоры 8,68 км перепад высот: +550 м −550 м | Ксавье Шеврье Италия                                                                             | 38.26    | Музаффер Байрам Турция                                                                                             | 39.22    | Алпер Демир Турция                                                                   | 39.32    |
| Юниоры 8,68 км (команды)                    | Турция · Музаффер Байрам · Алпер Демир · Нури Кёмюр · Айкут Ташдемир                             | 14 очков | Италия · Ксавье Шеврье · Лука Каньяти · Келему Криппа · Марко Леони                                                | 16 очков | Великобритания · Алекс Хендри · Робби Симпсон · Скотт Макдональд · Рикки Чаллинор    | 52 очка  |

### Женщины
| Дисциплина                                   | Золото                                                                          | Золото       | Серебро                                                                  | Серебро     | Бронза                                                           | Бронза    |
| -------------------------------------------- | ------------------------------------------------------------------------------- | ------------ | ------------------------------------------------------------------------ | ----------- | ---------------------------------------------------------------- | --------- |
| 8,68 км перепад высот: +550 м −550 м         | Валентина Белотти [a] Италия                                                    | 44.03 [a]    | Мария Грация Роберти [a] Италия                                          | 44.23 [a]   | Сара Танстолл [a] Великобритания                                 | 44.48 [a] |
| 8,68 км (команды)                            | Великобритания [a] · Сара Танстолл · Кэти Ингрэм · Кейт Гудхед · Мэри Уилкинсон | 19 очков [a] | Италия [a] · Валентина Белотти · Мария Грация Роберти · Кристина Сколари | 24 очка [a] | США · Брэнди Эрхольц · Кристин Ланди · Меган Киммел · Меган Ланд | 35 очков  |
| Юниорки 4,34 км перепад высот: +275 м −275 м | Ясемин Джан Турция                                                              | 22.18        | Меган Морган США                                                         | 22.35       | Ангелика Мах Польша                                              | 22.56     |
| Юниорки 4,34 км (команды)                    | Турция · Ясемин Джан · Зейнеп Йок · Озлем Кая                                   | 5 очков      | Румыния · Ралука Моржан · Андреа Ологу · Кристина Тэтуку                 | 13 очков    | Польша · Ангелика Мах · Катажина Дуляк · Наталья Вацлавская      | 20 очков  |

a  Элиза Деско из Италии, занявшая первое место с результатом 43.39, по окончании соревнований сдала положительный допинг-тест на эритропоэтин. Спортсменка была лишена золотой медали и дисквалифицирована на 2 года. В командном первенстве после пересчёта результатов Великобритания поднялась на первое место, а Италия опустилась на второе, остальные позиции остались без изменений.

## Медальный зачёт
Медали завоевали представители 8 стран-участниц.
 Принимающая страна
| Место | Страна         | Золото | Серебро | Бронза | Всего |
| ----- | -------------- | ------ | ------- | ------ | ----- |
| 1     | Турция         | 3      | 1       | 2      | 6     |
| 2     | Италия         | 2      | 4       | 0      | 6     |
| 3     | Эритрея        | 1      | 1       | 0      | 2     |
| 4     | Великобритания | 1      | 0       | 2      | 3     |
| 5     | Уганда         | 1      | 0       | 1      | 2     |
| 6     | США            | 0      | 1       | 1      | 2     |
| 7     | Румыния        | 0      | 1       | 0      | 1     |
| 8     | Польша         | 0      | 0       | 2      | 2     |
| Всего | Всего          | 8      | 8       | 8      | 24    |